# Chiesa di Tutti i Santi (Lydiard Millicent)
La chiesa di Tutti i Santi (in inglese All Saints Church) è la parrocchiale anglicana che si trova a Lydiard Millicent, villaggio e parrocchia civile della contea del Wiltshire nel Sud Ovest dell'Inghilterra, Regno Unito. Il luogo di culto risale all'XI secolo, rientra nella diocesi di Bristol ed è considerato un monumento classificato di seconda categoria per il suo particolare interesse storico e architettonico.

## Storia

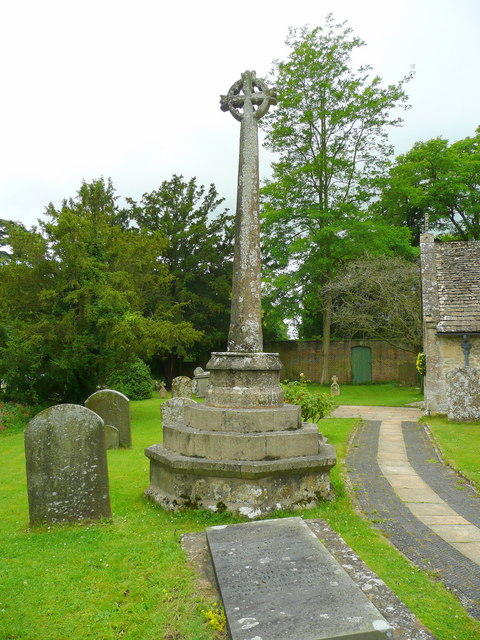
Grande croce in pietra nel cimitero accanto alla chiesa

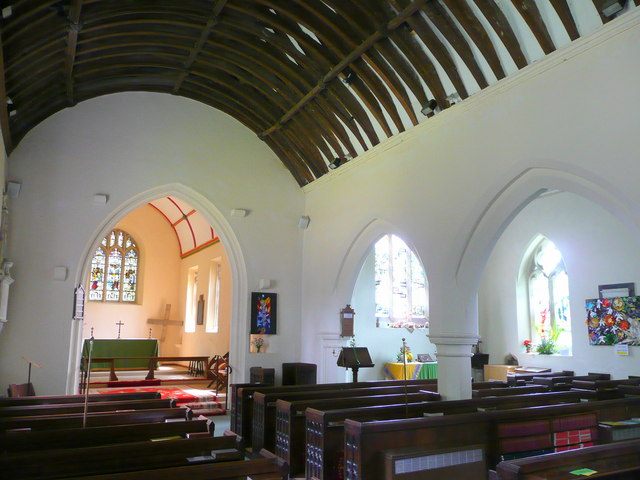
Interno della sala composta da due navate

Le origini del villaggio di Lydiard Millicent risalgono almeno al periodo del Domesday Book, 1080, quando si parla di Lydiard Manor che fu di proprietà del cavaliere normanno Geoffrey de Clinton e dei suoi discendenti fino al 1429, quando fu venduto a Robert Andrews. Nel 1457 Robert Turgis divenne Lord of the Manor e lo ricostruì da zero. La casa da lui costruita rimase lì fino al 1880, quando fu distrutta da un incendio, per poi essere ricostruita più tardi. Dopo la seconda guerra mondiale venne installato l'orologio sul campanile come monumento ai caduti. La prima testimonianza su documenti dell'edificio risale al 1060, quando William FitzOsbern donò i suoi possedimenti in Inghilterra, parte dei quali comprendeva la chiesa di Lydiard Millicent. La chiesa parrocchiale anglicana fu forse donata all'abbazia di Cormeilles. La sua fondazione potrebbe risalire a un periodo compreso tra il 1066 e il 1075. Probabilmente dalla fine del XII secolo e certamente dall'inizio del XIV secolo, la chiesa fu servita da rettori. Vi sono tuttavia poche altre prove di un edificio religioso anteriore al XIV secolo. Dal punto di vista delle indagini, entrando nella chiesa attraverso il portico sud, si arriva alla navata laterale sud che è datata XIV secolo poiché la recente indagine  dendrocronologica ha potuto datare una trave del tetto come parte di un tronco tagliato nel 1341 e utilizzato entro il 1345. Il fonte battesimale normanno rimane la prova più importante dell'età della struttura poiché è risalente alla metà del XII secolo. La navata e parti del presbiterio vennero ricostruiti attorno al XV secolo, probabilmente nel 1457, quando a Turgis fu concessa una licenza reale per ricostruire la chiesa parrocchiale, e la torre venne edificata un po' più tardi.
Nel 1847 la galleria occidentale fu rimossa e la chiesa fu restaurata, nel 1857 fu montato un baldacchino sopra la porta sud e nel 1858 fu costruita una scalinata a torre. Nel 1862 fu arricchita di un leggio in legno intagliato e un organo. Nel 1870 il presbiterio fu ampiamente ricostruito e riarredato secondo i progetti di G. E. Street e la sagrestia fu costruita in stile Middle Pointed, mantenendo una porta sud medievale e includendo una camera per l'organo. Vennero inseriti nuovi arredi tra cui un dossale dietro l'altare, il pulpito del XVII secolo fu rimosso e il leggio del 1862 fu convertito in un nuovo pulpito. Intorno al 1924 fu realizzata una sagrestia occidentale erigendo uno schermo sotto l'arco della torre, e nel 1963 l'organo fu spostato in quella sagrestia e lo schermo fu spostato nell'arco della sagrestia nel presbiterio. Nel 1965 gli arredi nel presbiterio furono rimossi, il pulpito del XVII secolo fu sostituito e i pannelli del leggio convertito furono riutilizzati come parti di una cassa per paramenti.
La chiesa nel 1956 fu unita alla canonica di Lydiard Tregoze e poi le parrocchie furono unite come Lydiard nel 1981. Si sa che la chiesa fu dedicata a Tutti i Santi nel 1763. 

## Descrizione
L'English Heritage ha inserito dal 17 gennaio 1955 la chiesa di Tutti i Santi di Lydiard Millicent tra gli edifici storici come monumento classificato di prima categoria col numero 1356045. La chiesa appartiene alla diocesi di Bristol.

### Esterni
La chiesa sorge nella parte occidentale di Lydiard Millicent, villaggio della contea del Wiltshire nel Sud Ovest dell'Inghilterra, Regno Unito. Occupa, col suo cimitero, uno spazio relativamente ridotto e delimitato sui lati est e sud da strade e muri in pietra. I muri di confine in mattoni a nord e a ovest risalgono al 1715. L'ingresso all'area della chiesa avviene tramite una serie di gradini in pietra a sud o tramite un cancello con un arco. La torre occidentale si alza su tre piani con contrafforti alla base. All'ultimo piano è posto l'orologio che fu installato come monumento ai caduti dopo la seconda guerra mondiale. Le finestre di questo piano sono a monofora con arco acuto suddivise da una piccola colonna centrale e arricchite da pietre scolpite a traforo. La torre contiene 6 campane, le tre campane più antiche risalgono al 1712, altre due furono messe in posizione nel 1906 e una terza nel 1932, queste furono restaurate nel 2003. La parte superiore ha una balaustra con aperture a croce e ai quattro lati vi sono alti pinnacoli. Nella parte meridionale dell'area della chiesa si conservano molte lapidi e tombe anche se in cattive condizioni. Sei di queste hanno importanza storica e risalgono al 1707. Di maggiore importanza anche artistica è la croce del cimitero, il cui fusto si ritiene sia sassone ed era probabilmente il montante a balaustra di una finestra di quel periodo, il che fornisce qualche indizio sull'esistenza di una chiesa pre-normanna. Le lapidi che stavano nel terreno settentrionale sono state rimosse e l'area è ora erbosa.

### Interni
La sala è di grandi dimensioni, suddivisa in due navate. Entrando nella chiesa attraverso il portico sud, si arriva alla navata laterale sud che è del XIV secolo e la recente dendrocronologia ha datato una trave del tetto come tagliata nel 1341 e utilizzata entro il 1345. L'organo a canne, costruito nella chiesa di Bibury nel 1868 dal signor Nicholson di Worchester e restaurato nel 1964, si trova alla base della torre. Il fonte battesimale normanno rimane la prova più importante dell'età della struttura poiché è risalente alla metà del XII secolo. La finestra orientale è attribuita a Margaret Edith Rope ed è stata installata nel 1963. Sotto la navata, adiacente al fonte battesimale, c'è la volta Kibblewhite, che contiene 18 sepolture dal 1814 al 1895. La sagrestia contiene un fregio sassone, trovato nel riempimento del muro durante l'ampliamento del 1870.